# (4164) Shilov
(4164) Shilov (1969 UR) – planetoida z pasa głównego asteroid okrążająca Słońce w ciągu 4,28 lat w średniej odległości 2,64 j.a. Odkryta 16 października 1969 roku.